# Route 372 (Québec)
Pour les articles homonymes, voir Route 372.
La route 372 (R-372) est une route régionale québécoise située sur la rive nord du fleuve Saint-Laurent. Elle dessert la région administrative du Saguenay–Lac-Saint-Jean.

## Tracé
L'extrémité ouest de la route 372 est située à la jonction du boulevard René-Lévesque et de l'A-70 dans l'arrondissement de Jonquière alors que son extrémité est se trouve à l'angle de la route 170, à la jonction de la rue Bagot et du boulevard de la Grande-Baie Nord dans l'arrondissement La Baie.
La route 372 se parcourt, d'ouest en est, par les boulevards René-Lévesque (Jonquière), du Saguenay (Jonquière et Chicoutimi), Saint-Paul, de l'Université, Saint-Jean-Baptiste (Chicoutimi) et de la Grande-Baie Nord (La Baie). À l'origine, son terminus ouest était, avant le parachèvement de l'A-70, la rue Price dans le secteur de Kénogami. La route 372 partage son itinéraire avec la route 175 sur une courte distance, soit sur les boulevards Saint-Paul (au sud du boulevard du Saguenay) et de l'Université (à l'ouest du boulevard Talbot).
Se retrouve, sur la route 372 dans le secteur d'Arvida, un carrefour giratoire formé, dans le sens antihoraire à partir de l'ouest, du boulevard du Saguenay (route 372), du boulevard Mellon, de la rue Oersted, du boulevard du Saguenay et de la rue Moissan. Les feux de circulation ont été retirés ces dernières années, facilitant ainsi la circulation dans le carrefour.
À noter qu'il est possible d'éviter le circuit de la route 372 qui emprunte le boulevard de l'Université en continuant de rouler sur le boulevard du Saguenay entre le boulevard Saint-Paul et le boulevard de l'Université. Cette route alternative permet d'admirer le Saguenay en longeant le Vieux-Port et en traversant le secteur de Rivière-du-Moulin.

## Localités traversées (d'ouest en est)
Liste des municipalités dont le territoire est traversé par la route 372, regroupées par municipalité régionale de comté.

### Saguenay-Lac-Saint-Jean
Hors MRC
- Saguenay
  - Arrondissement Jonquière
  - Arrondissement Chicoutimi
  - Arrondissement La Baie

Intersections majeures
| Municipalité                                  | Arrondissement | km    | Destinations                                        | Notes                                                  |
| --------------------------------------------- | -------------- | ----- | --------------------------------------------------- | ------------------------------------------------------ |
| Saguenay                                      | Jonquière      | 0,00  | A-70 – Alma, Chicoutimi, La Baie                    | La R-372 ouest devient la bretelle d'accès vers l'A-70 |
| Saguenay                                      | Jonquière      | 1,00  | R-170 – Alma, Chicoutimi                            |                                                        |
| Saguenay                                      | Jonquière      | 5,60  | Boulevard Mellon / Rue Moissan / Rue Oersted        | Carrefour giratoire                                    |
| Saguenay                                      | Chicoutimi     | 13,80 | R-175 nord vers R-172 – Pont Dubuc, Alma, Tadoussac | Terminus ouest du multiplex avec la R-175              |
| Saguenay                                      | Chicoutimi     | 16,90 | R-175 sud (Boulevard Talbot)                        | Terminus est du multiplex avec la R-175                |
| Saguenay                                      | La Baie        | 32,50 | R-170 – Jonquière, Saint-Siméon                     | La R-372 est devient la R-170 est                      |
| - Terminus de multiplex - Transition de route |                |       |                                                     |                                                        |